# Акведук Морозіні (Крит)
Акведук Морозіні — венеційський акведук XVI століття, побудований для водопостачання Фонтану Морозіні в м. Іракліон, острів Крит, Греція з джерел на горі Юхтас, розташованої за 15 кілометрів.  

## Історія
Після збільшення населення міст острова в XVI-XVII столітті постала проблема дефіциту води, оскільки криниці та резервуари, які використовувалися до того часу для водопостачання, були недостатніми для задоволення зростаючих міських потреб навіть після будівництва в 1552 році Фонтану Бебо в м. Іракліон. Відповідно було вирішено транспортувати до Іракліону воду за 15 кілометрів акведуками та каналами з джерел гори Юхтас, де її було надлишок.
Для цього на початку січня 1627 року не далеко від руїн Кноського палацу було розпочато будівництво акведука Морозіні. В проектуванні та будівництві системи водогону брали участь такі інженери: Zorzi Corner, Raffaello Monnani та Francesco Basilicata.
В результаті будівництва всього комплексу інженерних споруд для підведення води, яке тривало 14 місяців, Фонтан Морозіі урочисто відкрили на свято Святого Марка (25 квітня 1628 року) та назвали на честь Морозині.
Комплекс акведуків і труб забезпечував водопостачання фонтану обсягом 400 бочок води на добу. Він складається з трьох арок, центральна з яких найбільша і має загальну  довжину 65 метрів.
Також для збереження водогону керівництво острова видало розпорядження про суворі покарання для всіх, хто пошкодить акведук  (ув’язнення, примусові роботи, вигнання, конфіскацію майна). Також було заборонено  висаджувати дерева ближче 10 футів в районі трубопроводу. Також жителі сусіднього монастиря Панагії Каридакіані (перебуває в руїнах (координати: 35°15′31.8″ пн. ш. 25°09′25.3″ сх. д. / 35.258833° пн. ш. 25.157028° сх. д.)) мали захиститит акведук від пошкоджень.
Інший одноарковий акведук системи водогону розташований в місцевості Фортеца за 5 км. на південь від Іракліону (координати: 35°17′29.7″ пн. ш. 25°09′20″ сх. д. / 35.291583° пн. ш. 25.15556° сх. д.).
Після захоплення острова османи також використовували акведуки для водопостачання міста. Так є відомості, що губернатор острова Мустафа-паша в 1830-1840 роках відремонтував акведук Святої Ірини (координати: 35°17′03.6″ пн. ш. 26°09′57.8″ сх. д. / 35.284333° пн. ш. 26.166056° сх. д.), який розташований північніше від Акведука Морозіні, ближче до руїн Кноссу та використовував його для водопостачання міста.